# Sebastián Vega
Sebastián é um ator da Colômbia seu papel mais conhecido isto é A mano limpia do RCN observamos no Brasil do Isa TK+ em Nickelodeon.